# Control de Acceso Extendido
El Control de Acceso Extendido, (en inglés: Extended Access Control, siglas: EAC) es un conjunto de medidas de seguridad para pasaporte biométricos que protegen el acceso a la información contenida dentro del chip.
Mientras que los datos personales más comunes, como la fotografía, nombre, fecha de nacimiento, etc. están protegidos por mecanismos más sencillos (Control de Acceso Básico o BAC - Basic Access Control), la información más sensible, como las huellas dactilares, la firma o las imágenes de los iris, deben estar protegidas por un nivel más alto de seguridad, previniendo así el acceso no autorizado. De este modo el chip de un pasaporte electrónico protegido mediante EAC permitirá que toda esta información sensible sea leída únicamente a través de un canal cifrado y por sistemas convenientemente autorizados.
- Datos: Q30916236